# Elihu Root
Elihu Root (15 de fevereiro de 1845 — 7 de fevereiro de 1937) foi um advogado e político dos Estados Unidos. Foi agraciado com o Nobel da Paz de 1912, por negociar vários tratados de paz.

## Carreira política
Estudou no Hamilton College de Clinton. Membro do Partido Republicano, foi Secretário da Guerra (de 1899 a 1903, sendo presidente William McKinley) e Secretário de Estado dos Estados Unidos, sendo presidente Theodore Roosevelt, de 1905 a 1909, chegando a negociar hasta 75 tratados. Foi senador republicano pelo Estado de Nova Iorque entre 1909 e 1915.
Foi responsável pela ampliação de West Point e estabeleceu a Escola de Guerra da Armada. Foi um dos fundadores do Instituto Americano de Leis em 1923.
Foi membro do Tribunal de Fronteiras do Alasca (1903), conselheiro da Comissão de Pescarias do Atlântico Norte (1910), presidente da Fundação Carnegie para a Paz Internacional (1910-1925) e membro do Tribunal de Arbitragem Permanente (1910). Participou como jurista na criação do Tribunal Permanente de Justiça Internacional, dependente da Sociedade das Nações (1920-1921).

## Visita ao Brasil
Em julho de 1906, quando era Secretário de Estado, viajou ao Brasil, em uma época em que visitas de tais autoridades estrangeiras eram raras no país. Depois de presidir a Conferência Panamericana no Rio de Janeiro, foi até o interior do estado de São Paulo visitar uma fazenda de café em Araras, para isso descendo na estação de Guabiroba.
Na volta, ele parou na estação então conhecida como Villa Americana (hoje a cidade de Americana) e foi recebido por imigrantes do Sul dos Estados Unidos, que ali tinham se estabelecido 40 anos antes, fugindo da destruição da Guerra de Secessão. Como a localidade ainda não tinha energia elétrica, as centenas de americanos que foram recebê-lo levavam tochas, que, na noite escura, formavam uma visão impressionante. Root emocionou-se a ponto de chegar às lágrimas.
Para marcar tais acontecimentos e, sobretudo, a visita de alguém tão importante, a Companhia Paulista de Estradas de Ferro, patrocinadora da viagem à fazenda, decidiu homenageá-lo, rebatizando a estação de Guabiroba com o seu nome. De acordo com seu neto, Elihu Root III, Root lembrou-se com carinho dessa viagem até sua morte.